# Geislingen (Zollernalbkreis)
Geislingen (Zollernalbkreis) este un oraș din districtul Zollernalbkreis landul Baden-Württemberg, Germania.